# 黄闸湾镇
黄闸湾镇，是中华人民共和国甘肃省酒泉市玉门市下辖的一个乡镇级行政单位。
2015年，甘肃省民政厅批复同意撤销黄闸湾乡，设立黄闸湾镇。

## 行政区划
黄闸湾镇下辖以下地区：
梁子沟村、泽湖村、黄闸湾村和黄花营村。